# Perudue
Perudue (latin: Patagioenas oenops) er en dueart.
Peruduen lever i Andesbjergene i det nordlige Peru, i den subtropiske Marañón dal og det tilstødende sydlige Ecuador.
Peruduens naturlige levesteder er subtropiske eller tropiske tørre skove, subtropiske eller tropiske fugtige lavlandsskove, subtropiske eller tropiske fugtige bjergskove og plantager. Peruduen er truet på grund af tab af levesteder. IUCN kategoriserer arten som sårbar.